# リロイ・ディクソン
リロイ・ディクソン（Leroy Dixon、1983年6月20日 ‐ ）は、アメリカ合衆国の陸上競技選手。専門は短距離走。100mで10秒02、200mで20秒44、室内60mで6秒56の自己ベストを持つ。2007年大阪世界選手権男子4×100mリレーの金メダリストである。

## 経歴
2007年6月、全米選手権の男子100m予選を10秒07（+1.9）の自己ベスト（当時）で突破すると、準決勝も10秒24（-1.4）で突破。決勝では10秒25（-0.5）をマークして6位に入り、2007年大阪世界選手権の男子4×100mリレーアメリカ代表に選ばれた。
2007年8-9月、大阪世界選手権の男子4×100mリレーにアンカーとして出場すると、ロドニー・マーティン、ウォーレス・スピアモン、ダービス・パットン、ディクソンのオーダーで臨んだ予選は38秒10の全体2位で突破。ダービス・パットン、ウォーレス・スピアモン、タイソン・ゲイ、ディクソンのオーダーで臨んだ決勝では37秒78をマークしての金メダル獲得に貢献した。
2008年2月、全米室内選手権の男子60m決勝で自己ベストとなる6秒56をマークし、マイク・ロジャース（6秒54）に次ぐ2位に入った。
2008年3月、世界大会の個人種目初出場となったバレンシア世界室内選手権の男子60mは、準決勝で6秒75の組7着に終わった。
2008年6月、全米選手権（兼北京オリンピックアメリカ代表選考会）の男子100m準決勝を自己ベストとなる10秒02（+1.6）で突破すると、決勝では追い風参考記録ながら10秒の壁を突破する9秒99（+4.1）をマークして6位に入った。この結果、北京オリンピックの男子4×100mリレーアメリカ代表に選ばれるも、補欠として大会では出番なしに終わった。

## 自己ベスト
記録欄の（　）内の数字は風速（m/s）で、+は追い風を意味する。
| 種目 | 記録           | 年月日        | 場所               | 備考           |
| 屋外 | 屋外           | 屋外          | 屋外               | 屋外           |
| ---- | -------------- | ------------- | ------------------ | -------------- |
| 100m | 10秒02 (+1.6)  | 2008年6月28日 | ユージーン         |                |
| 100m | 9秒99w (+4.1)  | 2008年6月29日 | ユージーン         | 追い風参考記録 |
| 200m | 20秒44 (+0.3)  | 2006年6月25日 | インディアナポリス |                |
| 200m | 20秒36w (+2.9) | 2010年6月27日 | デモイン           | 追い風参考記録 |
| 室内 |                |               |                    |                |
| 60m  | 6秒56          | 2008年2月24日 | ボストン           |                |
| 200m | 21秒26         | 2006年2月11日 | フェイエットビル   |                |

## 主要大会成績
| 年   | 大会           | 場所       | 種目    | 結果   | 記録         | 備考   |
| ---- | -------------- | ---------- | ------- | ------ | ------------ | ------ |
| 2007 | 世界選手権     | 大阪       | 4x100mR | 優勝   | 37秒78 (4走) |        |
| 2008 | 世界室内選手権 | バレンシア | 60m     | 準決勝 | 6秒75        | 1組7着 |